# Ngừng thở
Ngừng thở là sự dừng lại của việc hít thở. Trong quá trình ngừng thở, không có chuyển động nào của cơ giúp hít vào, và thể tích của phổi ban đầu không thay đổi. Phụ thuộc vào mức độ đường hô hấp bị chặn, có thể có hoặc không có dòng chảy khí giữa phổi và môi trường; sự trao đổi khí giữa phổi và tế bào hô hấp không bị ảnh hưởng. Việc tự nguyện làm việc này được gọi là nín thở.

## Nguyên nhân
Sự ngừng thở có thể được tạo ra có chủ ý: từ thuốc (như độc tính thuốc phiện hoặc độc tính triptamin), theo cách cơ học (ví dụ, bởi bóp cổ hoặc nghẹn), hoặc có thể là hậu quả của bệnh thần kinh hoặc chấn thương. Đối với bệnh nhân bị ngừng thở lúc ngủ trong khi ngủ, hiện tượng này có thể xảy ra hơn 30 lần mỗi giờ, mỗi đêm.
Sự ngừng thở cũng có thể thấy trong lúc cảm xúc cao trào, như trong lúc khóc hoặc kèm theo thủ thuật Valsava khi cười.
Sự ngừng thở có chủ ý có thể đạt được bằng cách đóng dây thanh âm, đồng thời giữ miệng ngậm và chặn tiền đình mũi, hoặc liên tục kích hoạt cơ thở.

## Biến chứng
Trong điều kiện thường, con người không thể chứa quá nhiều oxy trong cơ thể. Ngừng thở kéo dài dẫn đến thiếu oxy nghiêm trọng trong hệ tuần hoàn máu. Tổn thương não vĩnh viễn có thể xảy ra chỉ sau ba phút và cái chết không thể tránh khỏi sẽ xảy ra vài phút sau đó trừ khi sự lưu thông được phục hồi. Tuy nhiên, dưới các trường hợp đặc biệt như là sự giảm nhiệt, cấp oxy áp suất cao, bão hòa oxy do ngừng thở (xem phần dưới), hoặc trao đổi oxy qua màng ngoài cơ thể, con người vẫn có thể chịu được ngừng thở trong thời gian dài hơn nhiều mà không có hậu quả nghiêm trọng.
Người không luyện tập không thể ngừng thở có chủ ý quá một hoặc hai phút. Lý do về sự giới hạn thời gian của ngừng thở có chủ ý là tỷ lệ hô hấp và thể tích mỗi lần thở được quản lý chặt chẽ để duy trì lượng CO2 và pH trong máu không đổi. Trong quá trình ngừng thở, CO2 không được loại bỏ ra khỏi phổi và tích tụ trong máu. Hậu quả là lượng CO2 tăng lên và giảm pH dẫn đến sự kích thích trung tâm hô hấp trong não mà cuối cùng không thể vượt qua được với chủ ý.
Khi một người ngâm mình vào nước, những thay đổi sinh lý học do phản xạ lặn của động vật có vú cho phép sức chịu đựng lâu hơn một chút kể cả với người không luyện tập. Sức chịu đựng ngoài ra có thể được luyện tập. Cách lặn tự do cổ điển yêu cầu nín thở, và những thợ lặn đẳng cấp thế giới có thể nín thở dưới nước lên đến độ sâu 214 mét trong hơn bốn phút. Người nhịn thở, trong bối cảnh này, là người có thể nín thở trong thời gian dài.

## Thở gấp
Việc thở gấp có chủ ý trược khi ngừng thở thường được tin là giúp cho con người có thể nhịn thở một cách an toàn trong thời gian dài hơn. Trong thực tế, nó sẽ tạo ra cảm giác là họ không cần thở, trong khi cơ thể thực tế trải qua mức độ oxy trong máu mà bình thường sẽ gián tiếp tạo ra sự khó thở nặng. Một số người đã sai lầm khi cho là thở gấp có tác dụng tăng lượng oxy trong máu, mà không nhận ra rằng thực ra nó là do sự giảm CO2 trong máu và phổi. Máu rời phổi thường hoàn toàn bão hoà với oxy, nên thở gấp không khí bình thường sẽ làm tăng lượng oxy. Giảm nồng độ CO2 làm tăng độ pH của máu, do đó làm tăng thời gian trước khi trung tâm khô hấp được kích thích, như mô tả ở trên. Trong khi thở gấp sẽ giúp tăng thời gian nhịn thở một chút, bất cứ sự gia tăng nhỏ nào cũng có nguy cơ trả giá bằng sự giảm oxy huyết. Có người sử dụng phương pháp này có thể ngay lập tức mất tỉnh táo—ngất trong nước nông—là hậu quả. Nếu một người mất tỉnh táo dưới nước, có nguy hiểm lớn là họ sẽ chìm. Ngất do ngừng thở tĩnh xảy ra trên mặt nước khi một thợ lặn không chuyển động nín thở đủ lâu để sự tuần hoàn oxy giảm dưới mức cần thiết để não tỉnh táo. Nó liên quan đến thay đổi áp suất trong cơ thể và thường giúp tăng thời gian nín thở. Không bao giờ nên thực hiện nó một mình, mà phải tuân thủ nghiêm ngặt quy định an toàn.

## Bão hòa oxy do ngừng thở
Vì sự trao đổi khí giữa máu và lớp không khí của phổi độc lập với sự di chuyển khí vào và ra phổi, vẫn có đủ oxy cho sự tuần hoàn nếu một người ngừng thở. Với sự bắt đầu của việc ngừng thở, áp suất thấp phát triển ở lớp không khí của phổi, vì nhiều oxy được hấp thụ hơn là CO2 được thải ra. Với đường khí đóng hoặc bị chặn, điều này dần dần dẫn đến sự suy sụp của phổi. Tuy nhiên, nếu đường khí luôn luôn mở, bất cứ khí nào được cung cấp vào đường hô hấp trên sẽ đi theo đường áp suất và chảy vào phổi và thay thế lượng oxy được tiêu thụ. Nếu không khí tinh khiết được cung cấp, quá trình này làm đầy lại oxy chứa trong phổi. Sự hấp thu oxy vào máu sẽ tiếp tục với mức độ bình thường và sự hoạt động của các cơ quan không bị ảnh hưởng. Sự tổn hại của việc bão hoà oxy quá mức (hyperoxygenation) là nguy cơ rửa trôi nitơ xảy ra và có thể dẫn đến chứng xẹp phổi.
Tuy nhiên, CO2 không bị loại bỏtrong quá trình ngừng thở. Áp suất riêng phần của CO2 trong lớp khí của phổi nhanh chóng cân bằng với phần tự của máu. Khi máu được chất với CO2 từ sự trao đổi chất, càng ngày càng nhiều CO2 sẽ tích tụ lại và cuối cùng thay thế oxy và các loại khi khác trong lớp khí. CO2 cũng sẽ tích tụ trong các mô trong cơ thể, dẫn đến nhiễm axit hô hấp.
Trong điều kiện lý tưởng (nghĩa là nếu oxy tinh khiết được hô hấp trước khi sự ngừng thở bắt đầu và loại bỏ toàn bộ nitơ từ phổi, và oxy tinh khiết được bơm vào), bão hoà oxy do ngừng thở theo lý thuyết có thể đủ để cung cấp oxy để sống sót trong vòng một giờ đối với một người lớn khỏe mạnh. Tuy nhiên, sự tích tụ cacbon dioxide (được miêu tả ở trên) sẽ là yếu tố giới hạn còn lại.
Sự bão hoà oxy do ngừng thở nhiều hơn là một sự tò mò về sinh lý. Nó có thể được sử dụng để cung cấp đủ lượng oxy trong phẫu thuật lồng ngực khi việc ngừng thở là không thể tránh khỏi, và trong sự thao tác đường hô hấp như là phép soi phế quản, nội thông phế quản, và phẫu thuật đường hô hấp trên. Tuy nhiên, vì giới hạn được mô tả ở trên, sự bão hoà oxy do ngừng thở kém hơn việc tuần hoàn ngoài bằng cách sử dụng tim phổi nhân tạo và vì thế chỉ sử dụng trong trường hợp khẩn cấp và những thủ tục ngắn. Việc sử dụng van PEEP cũng là một cách thay thế được chấp nhận, 5 cm H2O trong người có cân nặng trung bình và 10 cm H2O cải thiện đáng kể độ giãn nở thành phổi và ngực đối với bệnh nhân béo phì.
Năm 1959, Frumin miêu tả việc sử dụng bão hoà oxy do ngừng thở trong lúc gây mê và phẫu thuật. Trong tám chủ đề được kiểm tra trong nghiên cứu này, ghi chép cao nhất về PaCO2 là 250 milimét thủy ngân, độ pH động mạch thấp nhấ là 6,72 sau 53 phút ngừng thở.

## Nghiên cứu khoa học
Nghiên cứu chỉ ra rằng thể tích lá lách bị giảm đi trong thời gian ngừng thở ngắn hạn đối với người lớn khỏe mạnh.

## Kiểm tra sự ngừng thở trong xác định chết não
Có một cách chẩn đoán lâm sàng về chết não được xây dựng bởi học viện Thần kinh Hoa Kỳ xoay quanh sự kết hợp của ba tiêu chuẩn chẩn đoán: hôn mê, sự mất phản xạ cuống não, và sự ngừng thở. Kiểm tra sự ngừng thở được thực hiện sau khi có quy chuẩn phác đồ.